# Буддийская медитация
Буддийская медитация — в широком смысле это совокупность методов физического и духовного самосовершенствования, связанных с тремя группами практик Восьмеричного пути. В узком смысле под буддийской медитацией понимается «культивирование» (бхавана), состоящее из практики самонаблюдения смрити, концентрации внимания (самадхи и дхьяны) и интуитивного прозрения (праджни) истинности основ буддийского учения.
Буддийская медитация — это обобщающее условное название, которым европейские учёные обозначают основные духовные практики, нацеленные на 
достижение главных целей буддийской культуры: освобождение от сансары, достижение нирваны, обретение состояния архата и Будды, Любви, Сострадания, Сорадования, Невозмутимости и других подобных состояний. Термин «медитация» недостаточно точен, поскольку носит обобщающий характер: его используют при переводе десятков доктринальных понятий со множества языков, и им обозначают целый ряд духовных практик, относящихся к нескольким стадиям работы с сознанием и достигнутым уровням сложности  (анапанасати, шаматха, випассана, махамудра, туммо, дзадзэн, самадхи, дхьяна, самапатти и т. д.).
Базовые техники медитации, описанные в дошедших до нас древних буддийских источниках, получили дальнейшее развитие и были многократно модифицированы в течение веков при передаче от учителей к ученикам.
Буддистская медитация включает в себя множество медитационных техник, нацеленных на развитие внимательности, концентрации, умиротворения и прозрения. Буддисты используют медитацию как один из способов достижения просветления и нирваны.
В буддийской психотехнике выделяются два уровня, которые соответствуют общеиндийскому делению на «йогу действия» и «йогу созерцания». Первый уровень включает в себя способы выработки и интенсификации определённых физических и психических способностей, ко второму уровню относятся методы созерцания предметов, психических состояний и процессов, протекающих в организме того, кто практикует физическую йогу. Множество методов буддийской медитации подчинено общей цели – очищению психики и сознания от аффективной окрашенности. При этом ни один метод не носит универсального и общезначимого характера. Выбор метода всегда определяется с учётом типа личности конкретного индивида и преобладающих в его характере аффектов.

## Отличительные черты буддийской медитации
Основную проблему определения специфики буддийской медитации буддологи видят в том, что буддийская форма медитативной практики, с одной стороны, возникла на основе брахманско-шраманской йоги, а с другой стороны, она занимает центральное место в буддийской сотериологии. Именно буддийская медитация считается в религиоведении тем новым элементом, который Будда Шакьямуни внёс в религиозную жизнь Индии.
В некоторых буддийских[каких?] источниках  утверждается, что архат (буддийский святой) может совершать любые преступления и при этом не оскверняться (то есть не накапливать неблагую карму). Европейские исследователи увидели в таких утверждениях сходство с «белокурой бестией», или сверхчеловеком Ницше, находящимся «по ту сторону добра и зла». Иная точка зрения состоит в том, что подобное понимание носит поверхностный характер, так как архат находится «по ту сторону добра и зла» не из-за собственной аморальности, а, наоборот, потому, что он достиг высшего морального совершенства, при котором все его мысли, слова и поступки становятся благими автоматически, без каких-либо усилий с его стороны. Чрезвычайно важная черта буддийского учения состоит в том, что хотя моральное поведение и не является самоцелью для его последователей, оно всё же представляет собой неотъемлемую и присутствующую на всех этапах религиозного пути составную часть программы спасения.
Буддийский путь спасения представляет собой совокупность моральных норм, психотехники и определённых теоретических представлений. В соответствии с палийской традицией, они обозначаются следующими понятиями: «культура поведения», «культура психики», «культура мудрости». Каждая из данных категорий специфицируется во множестве матрик (терминологических списков, снабжённых числовой индексацией). В европейской буддологической литературе «культура поведения» обычно называется этикой, а «культура психики» и «культура мудрости» часто объединяются в понятии «буддийская медитация». Согласно буддийскому учению, успех медитации возможен только при соблюдении нравственной чистоты медитирующего, поэтому «культура поведения» служит подготовительным этапом медитации.  Этому этапу соответствуют следующие звенья восьмеричного пути: правильное действие, правильная речь и правильный образ жизни.
Буддийская добродетель включает в себя четыре уровня этических наставлений:
1. Правила поведения для обычных мирян, совпадающие с нормами морального кодекса древнеиндийского общества. Главные из них – пять заповедей (панча шила): «не убий», «не укради», «не прелюбодействуй», «не лги», «не опьяняй себя».
2. Правила внешнего поведения для членов буддийской общины.
3. Общие методы самотренинга, направленные на достижение членами общины различных уровней спасения.
4. Методы самотренинга по программе достижения высшей цели буддийской сотериологии – состояния архата. Четвёртый уровень представляет собой совокупность предыдущих трёх уровней плюс реализацию главных буддийских доктрин: четырёх благородных истин, восьмеричного пути и устранение аффектов.

Первые три уровня имеют много общего с методами тренировки брахманских и шраманских общин. Четвёртый же является полностью буддийским нововведением.
Уникальная буддийская точка зрения на духовный путь состоит в том, что любой человек может достичь Просветления собственными усилиями без опоры на слепую веру.
В буддологической литературе понятие «буддийская медитация» употребляется в двух основных смыслах: широком и узком. В широком смысле данный термин служит синонимом всей совокупности разнообразных методик физического и духовного самосовершенствования, в узком смысле – как обозначение всех методов созерцания (bhavana).
Буддийская медитация в узком смысле (бхавана) включает в себя практику «самообладания» (смрити), практику концентрации (самадхи) и практику мудрости (праджня), иначе называемую випассана. Именно випассана представляет собой главную составляющую буддийской медитации. Випассана – это интенсивное понимание, которое даёт проникновение в глубь вещей. Согласно раннему буддизму, истинная природа вещей – это дхармы (простейшие элементы бытия). В буддийской медитации шаматха и випассана дополняют друг друга, но если шаматха нацелена на очищение сознания от всех его прежних объектов, то випассана обеспечивает перекодировку реальности в терминах буддийского учения, то есть вырабатывает привычку видеть и мыслить дискретно (разлагать реальность на дхармы-элементы).
Для планомерной перестройки психики в раннем буддизме были созданы различные классификации дхарм. Первоначально они представляли собой руководства по медитации и лишь впоследствии, в период развития различных буддийских школ, стали предметом теоретического рассмотрения. По словам Э. Конзе, «теория дхарм – это, по существу, техника медитации» .